# The Springfield Connection
«The Springfield Connection» (рус. Спрингфилдский связной) — двадцать третий эпизод шестого сезона мультсериала «Симпсоны».

## Сюжет
Гомер и Мардж, возвращаясь домой после оркестрового концерта, проходят через захудалую часть города. Мардж предупреждает Гомера об опасности, но он играет в «Трёхкарточный Монте», организованный Змеем. Гомер проигрывает Змею 20 долларов, но Мардж замечает нечестность Змея, и устраивает за ним погоню. Мардж гонится за ним и бьёт его мусорной крышкой, после чего его арестовывает полиция. Инцидент даёт ей чувство радости, и она находит, что её повседневность тупая и скучная. В продуктовом магазине, в отличие от обычной ветчины, она покупает ветчину со специями, начинает кататься на своей тележке, пока та не выходит из строя, а также она начинает любить пролезать через закрывающийся гараж и теряет интерес к её предыдущим журналам и интересуется разделом «Смертельные виды спорта». Она решает оживить свою жизнь, вступив в Спрингфилдскую полицию. Гомер проявляет мало энтузиазма от новости, что его жена становится полицейским, но она уверяет его, что он останется «хозяином дома». Мардж пробуется на работу в полиции и хорошо сдаёт различные тесты. Наконец, она идёт домой к своей семье, и объявляет себя офицером полиции.
На следующий день шеф Виггам отправляет Мардж обследовать «Нарковик» и «Бомжтаун». Она обнаруживает, что Лайнел Хатц роется в мусорной корзине, она идёт в Kwik-E-Mart, где Апу, знающий, что его товары просрочены, пытается подкупить её. В свой выходной день она приказывает Барту носить защитное снаряжение, во время езды на скейтборде, за что его избивают хулиганы. Лиза пытается вдохновить свою маму узнать причины социальных проблем, но Мардж меняет тему на куклу пса Макграффа. В ту ночь Гомер и его друзья (Ленни, Карл, Мо, Барни, и Герман) играют в карты. Мардж приходит и признаёт это азартной игрой, что является незаконным, и друзья Гомера поспешно убегают.
На следующий день она полна энтузиазма, так как все, по её мнению, нарушают закон — особенно Гомер, который незаконно припарковался, чтобы купить алкоголь для несовершеннолетних хулиганов. Мардж пишет Гомеру штраф, но когда он дразнит Мардж и крадёт её фуражку, она арестовывает его. Когда Гомер возвращается домой, он видит своего друга Германа, участвующего в операции, связанной с подделыванием джинсов, которая проходит в его собственном гараже. Когда Герман и его приспешники собираются убить его, Мардж прибывает, чтобы его спасти. Пока она арестовывает помощников Германа, он берёт Гомера в заложники и бежит к домику на дереве Барта, и Мардж бежит по горячим следам. Герман пытается убежать с помощью пары подделанных джинсов, но они рвутся на верёвке и он падает на землю. Позже Виггам сообщает Мардж, что они не могут держать его из-за отсутствия доказательств. Гомер отвечает, что есть гараж, полный поддельных джинсов. Тем не менее, Виггам говорит, что они таинственно исчезли — однако все полицейские носят эти джинсы. Мардж злится и говорит, что в полиции слишком много коррупции, и она уходит. После долгого смеха Виггам принимает её отставку.

## Культурные отсылки
- Название серии, а также незаконная деятельность Германа, являются отсылками на фильм «Французский связной».
- Мардж показывает Лизе куклу пса Макграффа.
- Кроме того, последовательность обучения Мардж в полиции похожа на фильмы «Полицейская академия» и «Скорость».
- Спрингфилдский оркестр играет тему «Звёздных войн», и Гомер по ошибке считает, что композитор темы Джон Уильямс мёртв, жалуясь: «Лазерные эффекты, зеркальные шары — Джон Уильямс перевернулся бы в гробу».

## Отношение критиков и публики
Робин Оливер поставил эпизоду «Палец Вверх» в рецензии в газете Sydney Morning Herald, в которой он говорит: «Это ободряющее и смешное шоу знает, как тянуть эпизод на глубоких чувствах». Авторы книги «I Can’t Believe It’s a Bigger and Better Updated Unofficial Simpsons Guide» Уэрэн Мартин и Адриан Вуд написали: «Изюминкой этого эпизода должно быть обучение Мардж, особенно её меткость на стрельбище.»  Гид DVD Movie Колин Якобсон написал в обзоре шестого сезона: «После скучного „’Round Springfield“, „The Springfield Connection“ довольно хорошая серия. Я не знаю, как Мардж остаётся в такой хорошей форме, но её выходки как полицейского забавны, и лучшая часть серии — когда она арестовывает Гомера. Мне особенно нравится его отказ хранить молчание.»